# Pjotr Iwanowitsch Turtschaninow

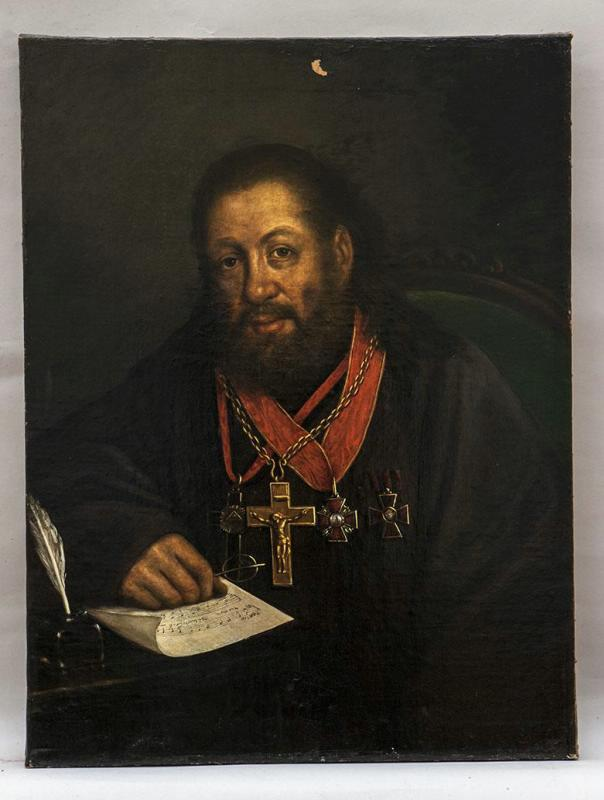
Porträt von Pjotr Iwanowitsch Turtschaninow (Mitte des 19. Jahrhunderts)

Pjotr Iwanowitsch Turtschaninow (russisch Пётр Иванович Турчанинов; * 21. Novemberjul. / 2. Dezember 1779greg. in Kiew; † 16. Märzjul. / 28. März 1856greg. in Sankt Petersburg) war ein russischer Komponist.
Der Schüler von Giuseppe Sarti lebte ab 1809 in Gatschine. Später wurde er Gesangslehrer der Hofsingergesellschaft und Chorleiter an verschiedenen Kirchen von St. Petersburg. Er komponierte drei- und vierstimmige Chorsätze für den Gottesdienst, die teilweise bis in die Gegenwart in Gebrauch sind.

## Quelle
- Alfred Baumgärtner: Propyläen Welt der Musik. Die Komponisten. Band 5, Propyläen-Verlag, Berlin u. a. 1989, ISBN 3-549-07835-8, S. 374.